# Dolnji Križ
Dolnji Križ este o localitate din comuna Žužemberk, Slovenia, cu o populație de 17 locuitori.